# IC 842
IC 842 је спирална галаксија у сазвјежђу Береникина коса која се налази на листи објеката дубоког неба у Индекс каталогу.
Деклинација објекта је + 29° 1' 7" а ректасцензија 13h 0m 39,6s. Привидна величина (магнитуда) објекта IC 842 износи 14,0 а фотографска магнитуда 14,7. Налази се на удаљености од 97,120 милиона парсека од Сунца. IC 842 је још познат и под ознакама UGC 8118, MCG 5-31-87, CGCG 160-88, PGC 44795.